# Kevin Costner-filmográfia
Kevin Costner amerikai színész, rendező, producer, énekes részletes filmográfiája.

## Film

### Rendező és producer
| Év   | Magyar cím                       | Eredeti cím                   | Feladatkör | Feladatkör | Megjegyzések                 |
| Év   | Magyar cím                       | Eredeti cím                   | Rendező    | Producer   | Megjegyzések                 |
| ---- | -------------------------------- | ----------------------------- | ---------- | ---------- | ---------------------------- |
| 1990 | Revans                           | Revenge                       | Nem        | Vezető     |                              |
| 1990 | Farkasokkal táncoló              | Dances with Wolves            | Igen       | Igen       |                              |
| 1991 | Robin Hood, a tolvajok fejedelme | Robin Hood: Prince of Thieves | Nem        | Igen       | stáblistán nincs feltüntetve |
| 1992 | Több mint testőr                 | The Bodyguard                 | Nem        | Igen       |                              |
| 1994 | Rapa Nui – A világ közepe        | Rapa Nui                      | Nem        | Igen       | nem szerepel a filmben       |
| 1994 | Wyatt Earp                       | Wyatt Earp                    | Nem        | Igen       |                              |
| 1995 | Waterworld – Vízivilág           | Waterworld                    | Nem        | Igen       |                              |
| 1997 | A jövő hírnöke                   | The Postman                   | Igen       | Igen       |                              |
| 1999 | Üzenet a palackban               | Message in a Bottle           | Nem        | Igen       |                              |
| 2000 | Tizenhárom nap – Az idegháború   | Thirteen Days                 | Nem        | Igen       |                              |
| 2003 | Fegyvertársak                    | Open Range                    | Igen       | Igen       |                              |
| 2007 | Mr. Brooks                       | Mr. Brooks                    | Nem        | Igen       |                              |
| 2008 | Döntő szavazat                   | Swing Vote                    | Nem        | Igen       |                              |
| 2014 |                                  | Black or White                | Nem        | Igen       |                              |
| 2019 | Útonállók                        | The Highwaymen                | Nem        | Vezető     |                              |
| 2020 | A vér földje                     | Let Him Go                    | Nem        | Vezető     |                              |
| 2024 | Horizont: Egy amerikai eposz     | Horizon                       | Igen       | Igen       | forgatókönyvíró              |

### Színész
| Év   | Magyar cím                                 | Eredeti cím                                  | Szerep                 | Magyar hang            | Rendező              |
| ---- | ------------------------------------------ | -------------------------------------------- | ---------------------- | ---------------------- | -------------------- |
| 1974 |                                            | Sizzle Beach, U.S.A. (Malibu Hot Summer)     | John Logan             |                        | Richard Brander      |
| 1982 | Álmok nyomában                             | Chasing Dreams                               | Ed                     |                        | Therese Conte        |
| 1982 | Álmok nyomában                             | Chasing Dreams                               | Ed                     | Sean Roche             |                      |
| 1982 | Éjszakai műszak                            | Night Shift                                  | főiskolás fiú          |                        | Ron Howard           |
| 1982 | Frances                                    | Frances                                      | Luther Adler           |                        | Graeme Clifford      |
| 1983 | Stacy lovagjai                             | Stacy's Knights                              | Will Bonner            |                        | Jim Wilson           |
| 1983 | Asztal öt személyre                        | Table for Five                               | friss házas            |                        | Robert Lieberman     |
| 1983 | A nagy borzongás (törölt jelenetek)        | The Big Chill                                | Alex                   |                        | Lawrence Kasdan (1.) |
| 1983 | Testamentum                                | Testament                                    | Phil Pitkin            | Sinkovits-Vitay András | Lynne Littman        |
| 1984 | Sötét árnyak                               | Shadows Run Black                            | Jimmy Scott            |                        | Howard Heard         |
| 1985 | Fandango                                   | Fandango                                     | Gardner Barnes         | Schnell Ádám           | Kevin Reynolds (1.)  |
| 1985 | Silverado                                  | Silverado                                    | Jake                   | Sebestyén András       | Lawrence Kasdan (2.) |
| 1985 | Silverado                                  | Silverado                                    | Jake                   | Csőre Gábor            | Lawrence Kasdan (2.) |
| 1985 | Hegyek pokla                               | American Flyers                              | Marcus Sommers         | Rátóti Zoltán          | John Badham          |
| 1987 | Aki legyőzte Al Caponét                    | The Untouchables                             | Eliot Ness             | Ujréti László          | Brian De Palma       |
| 1987 | Aki legyőzte Al Caponét                    | The Untouchables                             | Eliot Ness             | Szakácsi Sándor        | Brian De Palma       |
| 1987 | Nincs kiút                                 | No Way Out                                   | Tom Farrell őrnagy     | Rátóti Zoltán          | Roger Donaldson (1.) |
| 1988 | Baseball bikák                             | Bull Durham                                  | Crash Davis            | Szakácsi Sándor        | Ron Shelton (1.)     |
| 1988 | Baseball bikák                             | Bull Durham                                  | Crash Davis            | Tarján Péter           | Ron Shelton (1.)     |
| 1988 | Baseball bikák                             | Bull Durham                                  | Crash Davis            | Széles Tamás           | Ron Shelton (1.)     |
| 1989 | Baseball álmok                             | Field of Dreams                              | Ray Kinsella           | Kőszegi Ákos           | Phil Alden Robinson  |
| 1989 | A fegyvercsempész                          | The Gunrunner                                | Ted                    | Téri Sándor            | Nardo Castillo       |
| 1989 | A fegyvercsempész                          | The Gunrunner                                | Ted                    | Schnell Ádám           | Nardo Castillo       |
| 1990 | Revans                                     | Revenge                                      | Michael "Jay" Cochran  | Szakácsi Sándor        | Tony Scott           |
| 1990 | Farkasokkal táncoló                        | Dances with Wolves                           | John J. Dunbar hadnagy | Józsa Imre             | Kevin Costner (1.)   |
| 1990 | Farkasokkal táncoló                        | Dances with Wolves                           | John J. Dunbar hadnagy | Szakácsi Sándor        | Kevin Costner (1.)   |
| 1991 | Robin Hood, a tolvajok fejedelme           | Robin Hood: Prince of Thieves                | Robin Hood             | Szakácsi Sándor        | Kevin Reynolds (2.)  |
| 1991 | Robin Hood, a tolvajok fejedelme           | Robin Hood: Prince of Thieves                | Robin Hood             | Stohl András           | Kevin Reynolds (2.)  |
| 1991 | Robin Hood, a tolvajok fejedelme           | Robin Hood: Prince of Thieves                | Robin Hood             | Bozsó Péter            | Kevin Reynolds (2.)  |
| 1991 | JFK – A nyitott dosszié                    | JFK                                          | Jim Garrison           | Szakácsi Sándor        | Oliver Stone         |
| 1992 | Több mint testőr                           | The Bodyguard                                | Frank Farmer           | Kovács István          | Mick Jackson         |
| 1993 | Tökéletes világ                            | A Perfect World                              | Robert "Butch" Haynes  | Sörös Sándor           | Clint Eastwood       |
| 1994 |                                            | A Century of Cinema (dokumentumfilm)         | önmaga                 |                        | Caroline Thomas      |
| 1994 | Wyatt Earp                                 | Wyatt Earp                                   | Wyatt Earp             | Szakácsi Sándor        | Lawrence Kasdan (3.) |
| 1994 | Háború                                     | The War                                      | Stephen Simmons        | Szakácsi Sándor        | Jon Avnet            |
| 1995 | Waterworld – Vízivilág                     | Waterworld                                   | Tengerész              | Szakácsi Sándor        | Kevin Reynolds (3.)  |
| 1995 | Waterworld – Vízivilág                     | Waterworld                                   | Tengerész              | Széles Tamás           | Kevin Reynolds (3.)  |
| 1996 | Fejjel a falnak                            | Tin Cup                                      | Roy McAvoy             | Szakácsi Sándor        | Ron Shelton (2.)     |
| 1997 | A jövő hírnöke                             | The Postman                                  | Postás                 | Szakácsi Sándor        | Kevin Costner (2.)   |
| 1999 | Üzenet a palackban                         | Message in a Bottle                          | Garret Blake           | Szakácsi Sándor        | Luis Mandoki         |
| 1999 | A pálya csúcsán                            | For Love of the Game                         | Billy Chapel           | Szakácsi Sándor        | Sam Raimi            |
| 1999 | Ilyen a boksz                              | Play It to the Bone                          | bokszrajongó           |                        | Ron Shelton (3.)     |
| 2000 | Tizenhárom nap – Az idegháború             | Thirteen Days                                | Kenny O'Donnell        | Szakácsi Sándor        | Roger Donaldson (2.) |
| 2001 | Milliókért a pokolba                       | 3000 Miles to Graceland                      | Thomas J. Murphy       | Széles Tamás           | Demian Lichtenstein  |
| 2002 | Szitakötő                                  | Dragonfly                                    | Joe Darrow             | Kovács István          | Tom Shadyac          |
| 2002 | Szitakötő                                  | Dragonfly                                    | Joe Darrow             | Kőszegi Ákos           | Tom Shadyac          |
| 2003 | Fegyvertársak                              | Open Range                                   | Charlie Waite          | Forgács Péter          | Kevin Costner (3.)   |
| 2005 | Apátlan anyátlanok                         | The Upside of Anger                          | Denny Davies           | Rékasi Károly          | Mike Binder (1.)     |
| 2005 | Azt beszélik                               | Rumor Has It                                 | Beau Burroughs         | Szakácsi Sándor        | Rob Reiner           |
| 2006 | Hullámtörők                                | The Guardian                                 | Ben Randall            | Csernák János          | Andrew Davis         |
| 2007 | Mr. Brooks                                 | Mr. Brooks                                   | Mr. Earl Brooks        | Kőszegi Ákos           | Bruce A. Evans       |
| 2008 | Döntő szavazat                             | Swing Vote                                   | Bud Johnson            | Széles László          | Joshua Michael Stern |
| 2008 | Döntő szavazat                             | Swing Vote                                   | Bud Johnson            | László Zsolt           | Joshua Michael Stern |
| 2009 | A másik lány                               | The New Daughter                             | John James             | Csernák János          | Luis Berdejo         |
| 2010 | Vállalati csalódások                       | The Company Men                              | Jack Dolan             | Kőszegi Ákos           | John Wells           |
| 2013 | Az acélember                               | Man of Steel                                 | Jonathan Kent          | Kovács István          | Zack Snyder (1.)     |
| 2014 | Jack Ryan: Árnyékügynök                    | Jack Ryan: Shadow Recruit                    | Thomas Harper          | Csernák János          | Kenneth Branagh      |
| 2014 | 3 nap a halálig                            | 3 Days to Kill                               | Ethan Renner           | Sörös Sándor           | McG                  |
| 2014 | Újoncok napja                              | Draft Day                                    | Sonny Weaver Jr.       | Epres Attila           | Ivan Reitman         |
| 2014 |                                            | The Man Who Saved the World (dokumentumfilm) | önmaga                 |                        | Peter Anthony        |
| 2014 |                                            | Black or White                               | Elliot Anderson        |                        | Mike Binder (2.)     |
| 2015 | Terepfutás                                 | McFarland, USA                               | Jim White              | Sörös Sándor           | Niki Caro            |
| 2016 | Batman Superman ellen – Az igazság hajnala | Batman v Superman: Dawn of Justice           | Jonathan Kent          | Kovács István          | Zack Snyder (2.)     |
| 2016 | Beépített tudat                            | Criminal                                     | Jericho Stewart        | Gáti Oszkár            | Ariel Vromen         |
| 2016 | A számolás joga                            | Hidden Figures                               | Al Harrison            | Kőszegi Ákos           | Theodore Melfi       |
| 2017 | Elit játszma                               | Molly's Game                                 | Larry Bloom            | Sörös Sándor           | Aaron Sorkin         |
| 2019 | Útonállók                                  | The Highwaymen                               | Frank Hamer            |                        | John Lee Hancock     |
| 2019 | Ebgondolat                                 | The Art of Racing in the Rain                | Enzo (hangja)          | Rátóti Zoltán          | Simon Curtis         |
| 2020 | A vér földje                               | Let Him Go                                   | George Blackledge      | Csernák János          | Thomas Bezucha       |
| 2021 | Zack Snyder: Az Igazság Ligája             | Zack Snyder's Justice League                 | Jonathan Kent (hangja) | Kovács István          | Zack Snyder (3.)     |
| 2024 | Horizont: Egy amerikai eposz               | Horizon: An American Saga – Chapter 1        | Hayes Ellison          | Kovács István          | Kevin Costner (4.)   |
| 2024 |                                            | Horizon: An American Saga – Chapter 2        | Hayes Ellison          | Kovács István          | Kevin Costner (5.)   |

### Producer
- National Parks (2021)
- A vér földje / Let Him Go (2020)
- Útonállók / The Highwaymen (2019)
- Yellowstone / Yellowstone (2018)
- Billy the Kid: New Evidence (2015)
- Black or White (2014)
- A Hatfield – McCoy viszály / Hatfields & McCoys (2012)
- Döntő szavazat / Swing Vote (2008)
- Mr. Brooks / Mr. Brooks (2007)
- Fegyvertársak / Open Range (2003)
- Tizenhárom nap – Az idegháború / Thirteen Days (2000)
- Üzenet a palackban / Message in a Bottle (1999)
- A jövő hírnöke / The Postman (1997)
- Vízivilág / Waterworld (1995)
- Amerika őslakói / 500 Nations (1995)
- Wyatt Earp / Wyatt Earp (1994)
- Rapa Nui – A világ közepe / Rapa Nui (1994)
- Több mint testőr / The Bodyguard (1992)
- Robin Hood, a tolvajok fejedelme / Robin Hood: Prince of Thieves (1991)
- Farkasokkal táncoló / Dances with Wolves (1990)
- Revans / Revenge (1990)

## Televíziós, webes és SVOD munkák
| Év        | Magyar cím                         | Eredeti cím           | Szerep                  | Rendező                      | Hossz (perc) | Megjegyzés                                                                             | Magyar hang                      |
| --------- | ---------------------------------- | --------------------- | ----------------------- | ---------------------------- | ------------ | -------------------------------------------------------------------------------------- | -------------------------------- |
| 2021      |                                    | National Parks        | -                       |                              |              | Executive producer is.                                                                 |                                  |
| 2019      | Útonállók                          | The Highwaymen        | Frank Hamer             | John Lee Hancock             | 132'         | Executive producer is.                                                                 |                                  |
| 2018-2023 | Yellowstone                        | Yellowstone           | John Dutton             | John Linson, Taylor Sheridan |              | Executive producer is.                                                                 | Kovács István                    |
| 2012      | A Hatfield – McCoy viszály         | Hatfields & McCoys    | 'Devil' Anse Hatfield   | Kevin Reynolds               | 290'         | Háromrészes minisorozat, melynek Costner a producere is.                               |                                  |
| 2001      |                                    | The Road to Graceland | Thomas J. Murphy (hang) | Brian Ash                    | 15'          | Háromrészes animációs minisorozat, mely a film hivatalos honlapján volt megtekinthető. |                                  |
| 1990      |                                    | The Earth Day Special | Bartender               | Dwight Hemion                | 99'          |                                                                                        |                                  |
| 1985      | Elképesztő történetek              | Amazing Stories       | Spark kapitány          | Steven Spielberg             | 46'          | 1. évad, 5. rész: A bevetés / A küldetés (The Mission)                                 |                                  |
| 1984      | A fegyvercsempész (Lőj, hogy ölj!) | The Gunrunner         | Ted Beaubien            | Nardo Castillo               | 92'          | Első főszerep. Bár a film 1984-ben készült, csak '89-ben adták ki.                     | 1.: Téri Sándor 2.: Schnell Ádám |
| 1982      | Álmok nyomában                     | Chasing Dreams        | Ed                      | Sean Roche                   | 94'          |                                                                                        |                                  |

## Dokumentumfilmek
| Év   | Magyar cím            | Eredeti cím                                                                                              | Szerep       | Rendező         | Hossz (perc) | Megjegyzés                                                            | Magyar hang |
| ---- | --------------------- | --- | ------------ | --------------- | ------------ | --------------------------------------------------------------------- | ----------- |
| 2017 |                       | The People of the Standing Stone: the Oneida Nation, the War for Independence, and the Making of America | (narrátor)   | Ric Burns       | 27'          |                                                                       |             |
| 2016 |                       | The Hurt Business                                                                                        | (narrátor)   | Vlad Yudin      | 107'         |                                                                       |             |
| 2016 |                       | Fastball                                                                                                 | (narrátor)   | Jonathan Hock   | 87'          |                                                                       |             |
| 2015 |                       | Billy the Kid: New Evidence                                                                              | (saját maga) |                 | 105'         | Executive producer is.                                                |             |
| 2014 |                       | The Man Who Saved the World                                                                              | (saját maga) | Peter Anthony   | 110'         |                                                                       |             |
| 2010 |                       | Petty Blue                                                                                               | (narrátor)   | Mike Viney      | 91'          |                                                                       |             |
| 2010 |                       | The Long Home Run: Omaha and the College World Series                                                    | (narrátor)   | Dave Meyer      | 47'          |                                                                       |             |
| 2008 |                       | NASCAR: The Ride of Their Lives                                                                          | (narrátor)   | Rory Karpf      | 93'          |                                                                       |             |
| 2006 |                       | Ever Again                                                                                               | (narrátor)   | Richard Trank   | 75'          |                                                                       |             |
| 2006 | 9/11 – A terror napja | On Native Soil                                                                                           | (narrátor)   | Linda Ellman    | 120'         |                                                                       |             |
| 2006 |                       | Laffit: All About Winning                                                                                | (narrátor)   | Jim Wilson      | 96'          |                                                                       |             |
| 1998 |                       | Spirit: A Journey in Dance, Drums & Songs                                                                | (narrátor)   | Bob Marty       | 75'          |                                                                       |             |
| 1995 | Amerika őslakói       | 500 Nations                                                                                              | (házigazda)  | Jack Leustig    | 374'         | Producer is.                                                          |             |
| 1991 | Madonnával az ágyban  | Madonna: Truth or Dare                                                                                   | (saját maga) | Alek Keshishian | 120'         | Az Egyesült Államokon kívül "In Bed with Madonna" címmel mutatták be. |             |